# 243458 Bubulina
243458 Bubulina è un asteroide della fascia principale. Scoperto nel 2009, presenta un'orbita caratterizzata da un semiasse maggiore pari a 2,3820089 UA e da un'eccentricità di 0,2746140, inclinata di 12,46666° rispetto all'eclittica.
L'asteroide è dedicato alla rumena Marina Denisa Botofan, soprannominata Bubulina, deceduta in età infantile per leucemia linfoblastica.